# Mauloutchia
Mauloutchia es un género de plantas perteneciente a la familia Myristicaceae. Comprende 10 especies descritas y de esta, solo 2 aceptadas.

## Descripción
Se caracterizan por ser planta monoica. Endospermo no ruminado. Flores urceoladas. Lóbulos del perianto libres hasta la base. Arilo usualmente rudimentario, rara vez desarrollado. Anteras libres. Filamentos monadelfos sólo en la base. Al menos las flores masculinas pediceladas. Fruto ornamentado. Estilo desarrollado.

## Taxonomía
El género fue descrito por Otto Warburg  y publicado en Berichte der Deutschen Botanischen Gesellschaft 13(Suppl.): 83. 1896. La especie tipo es: Mauloutchia chapelieri (Baill.) Warb.	

## Especies aceptadas
A continuación se brinda un listado de las especies del género Mauloutchia aceptadas hasta diciembre de 2013, ordenadas alfabéticamente. Para cada una se indica el nombre binomial seguido del autor, abreviado según las convenciones y usos.
- Mauloutchia chapelieri (Baill.) Warb.
- Mauloutchia sambiranensis (Capuron) Sauquet